# Veronika (cantora ucraniana)
Veronika (com maiúscula publicamente como VERONIKA) é cantora e compositora. Ela começou a sua carreira musical em 2012 e o seu single Ain't Russian Doll recebeu airplay regular em todos os Estados Unidos, incluindo alcançar o primeiro lugar nas paradas do YouTube depois de receber mais de dois milhões de acessos em menos de um mês. O vídeo também foi exibido na MTV.com.

## Singles
- 2013, ToyBoy[3]
- 2013, Sing[3]
- 2013, CameRA[4]
- 2012, Ain't Russian Doll[2]
- 2012, CIA

## Videoclipes
- 2013, CameRA[2]
- 2013, CIA[3]
- 2013, ToyBoy[3]
- 2013, Ain't Russian Doll[2]